# Thanatus parangvulgaris
Thanatus parangvulgaris es una especie de araña cangrejo del género Thanatus, familia Philodromidae. Fue descrita científicamente por Barrion & Litsinger en 1995.

## Distribución
Esta especie se encuentra en Tailandia.